# Dawson County (Georgia)
Dawson County is een county in de Amerikaanse staat Georgia.
De county heeft een landoppervlakte van 547 km² en telt 15.999 inwoners (volkstelling 2000). De hoofdplaats is Dawsonville.

## Bevolkingsontwikkeling

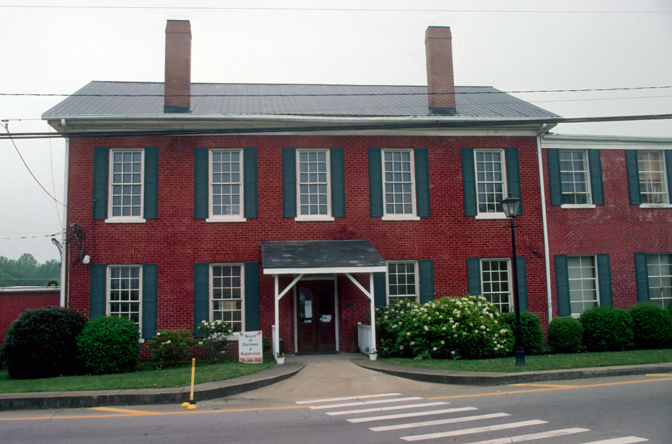
Dawson County Courthouse